# 富士町 (西東京市)

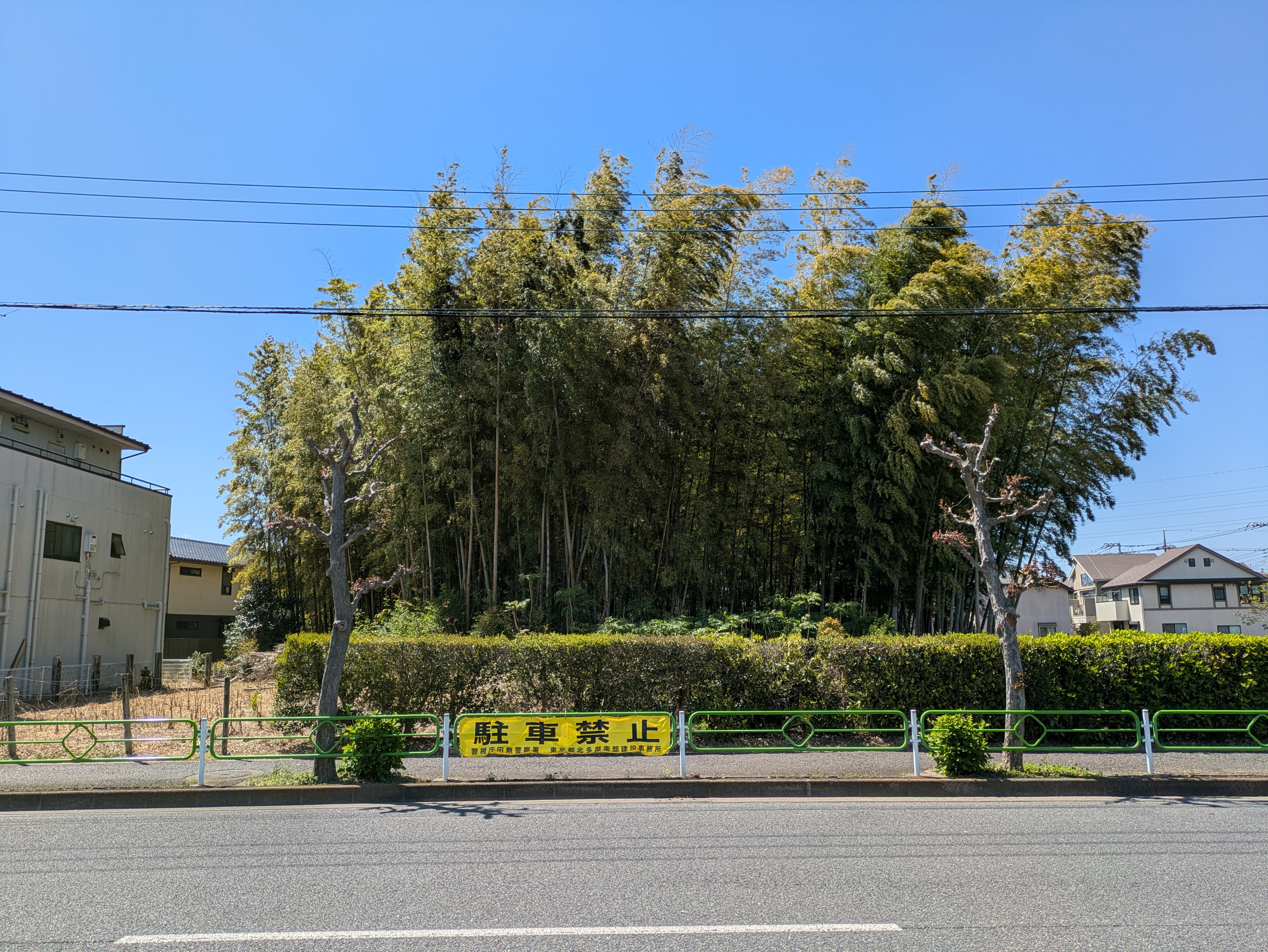
鳥久保バス停付近　東伏見駅北口市街の為、一般的に富士町では無く、東伏見呼称される場合がある

富士町（ふじまち）は、東京都西東京市の町名。現行行政地名は富士町一丁目から富士町六丁目。住居表示実施済み区域である。郵便番号は202-0014。

## 地理
西東京市の中央部に位置する。町域南端を西武新宿線が通り、中央部を東西に新青梅街道と富士街道が通る。大部分は住宅地として利用されている。北は中町、東は練馬区南大泉および練馬区関町北、南は東伏見、西は保谷町に隣接する。北西から時計回りに富士町一～六丁目が設置されている。

### 河川
- 田柄用水 ｰｰｰ 廃河川だが、現在も暗渠として痕跡を残す。

### 面積と人口
丁目毎の面積 、人口と世帯数、および人口密度は以下の通りである。（2018年（平成30年）1月1日現在）
| 丁目         | 面積    | 人口     | 人口     | 人口      | 世帯数     | 人口密度        | 備考           |
| 丁目         | 面積    | 男       | 女       | 計        | 世帯数     | 人口密度        | 備考           |
| ------------ | ------- | -------- | -------- | --------- | ---------- | --------------- | -------------- |
| 富士町一丁目 | 0.18km2 | 1,651 人 | 1,685 人 | 3,336 人  | 1,587 世帯 | 18,533.3 人/km2 |                |
| 富士町二丁目 | 0.15km2 | 935 人   | 968 人   | 1,903 人  | 853 世帯   | 12,686.7 人/km2 |                |
| 富士町三丁目 | 0.08km2 | 504 人   | 574 人   | 1,078 人  | 536 世帯   | 13,475.0 人/km2 |                |
| 富士町四丁目 | 0.17km2 | 1,501 人 | 1,509 人 | 3,010 人  | 1,677 世帯 | 17,705.9 人/km2 | 東伏見駅に隣接 |
| 富士町五丁目 | 0.07km2 | 505 人   | 504 人   | 1,009 人  | 553 世帯   | 14,414.3 人/km2 |                |
| 富士町六丁目 | 0.10km2 | 540 人   | 512 人   | 1,052 人  | 595 世帯   | 10,520.0 人/km2 |                |
| 計           | 0.75km2 | 5,636 人 | 5,752 人 | 11,388 人 | 5,801 世帯 | 15,184.0 人/km2 |                |

### 小・中学校の学区
市立小・中学校に通う場合、学区は以下の通りとなる。
| 丁目         | 街区                      | 小学校                 | 中学校               |
| ------------ | ------------------------- | ---------------------- | -------------------- |
| 富士町一丁目 | 1〜4番                    | 西東京市立保谷小学校   | 西東京市立保谷中学校 |
| 富士町一丁目 | 5〜6番 7番76〜82 12〜14番 | 西東京市立本町小学校   | 西東京市立保谷中学校 |
| 富士町一丁目 | その他                    | 西東京市立碧山小学校   | 西東京市立保谷中学校 |
| 富士町二丁目 | 全域                      | 西東京市立碧山小学校   | 西東京市立保谷中学校 |
| 富士町三丁目 | 全域                      | 西東京市立碧山小学校   | 西東京市立保谷中学校 |
| 富士町四丁目 | 全域                      | 西東京市立東伏見小学校 | 西東京市立保谷中学校 |
| 富士町五丁目 | 5〜7番                    | 西東京市立東伏見小学校 | 西東京市立保谷中学校 |
| 富士町五丁目 | その他                    | 西東京市立本町小学校   | 西東京市立保谷中学校 |
| 富士町六丁目 | 全域                      | 西東京市立本町小学校   | 西東京市立保谷中学校 |

### 地価
住宅地の地価は、2016年（平成28年）1月1日の公示地価によれば、富士町2-6-27の地点で26万2000円/m2となっている。

## 歴史
明治以前には、武蔵国新座郡上保谷村に属していた。旧保谷市地域である。
- 1965年（昭和40年）5月1日 保谷町が当町域の町名整理を実施。
  - 大字上保谷の小字一里塚、高塚、関道、下柳沢（一部）、桶久保（一部）、千駄山（一部）をもって、富士町一丁目～六丁目を設置する。
- 2001年（平成13年）1月21日 保谷市と田無市が合併し西東京市が発足、西東京市富士町となる。

### 地名の由来
町域を東西に横断する富士街道にちなむ。

なお、町名の案として、富士町の他に「塚町」「曙町」「伏見北町」が挙がっていた。

## 交通

### 鉄道
| 隣接する街区の駅             |
| ---------------------------- |
| 西武新宿線 - 東伏見駅(SS 15) |

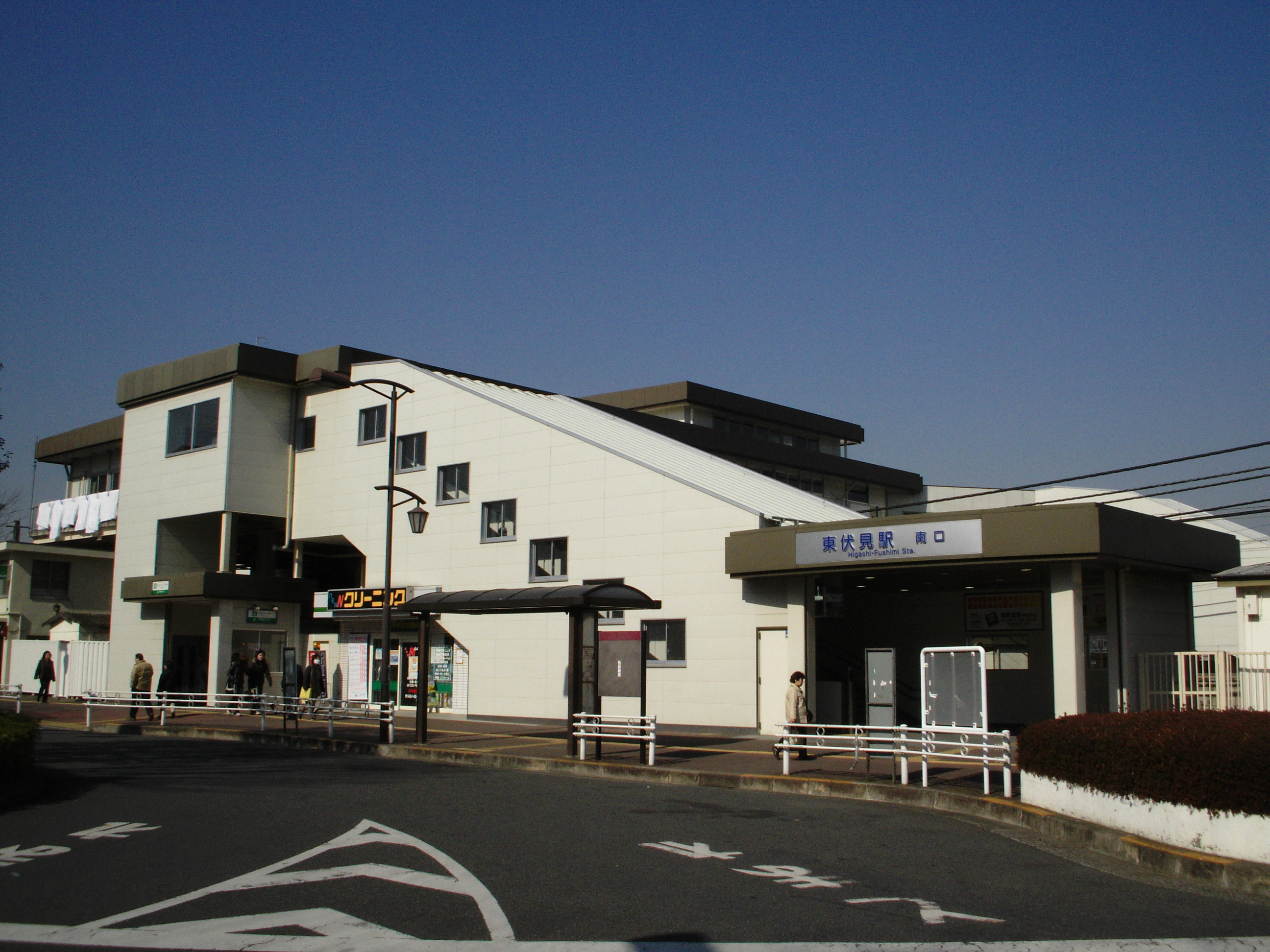
東伏見駅

町域南端に西武新宿線東伏見駅がある（駅の住所は東伏見二丁目）。

### バス
一般路線は西武バスと関東バスにより運行されている。コミュニティバスははなバスが運行されている。

### 道路
- 都道8号線（富士街道）
- 都道245号線（新青梅街道）
- 都道234号線
- 都道233号線の支線（伏見通り）
- 西東京市道112号線（かえで通り）

## 施設
- 東伏見ふれあいプラザ
- 富士町福祉会館
- 西東京市立はこべら保育園
- 東京女子学院幼稚園
- いなげや西東京富士町店